# Strada nazionale 56
La strada nazionale 56 era una strada nazionale del Regno d'Italia, che congiungeva Firenze a Ferrara, valicando l'Appennino Tosco-Emiliano attraverso il passo della Futa.
Venne istituita nel 1923 con il percorso "Firenze - Stazione S. Pietro a Sieve - Bologna - Ferrara".
Nel 1928, in seguito all'istituzione dell'Azienda Autonoma Statale della Strada (AASS) e alla contemporanea ridefinizione della rete stradale nazionale, il suo tracciato costituì l'intera strada statale 65 della Futa (da Firenze a Bologna) e il tratto finale della strada statale 64 Porrettana (da Bologna a Ferrara).